# Dollars et Whisky
Pour plus de détails, voir Fiche technique et Distribution.
Dollars et Whisky (titre original : You're Telling Me!) est un film américain réalisé par Erle C. Kenton et sorti en 1934.
C'est un remake du film muet de 1926 Aïe, mes aïeux ! (So's Your Old Man), dans lequel W. C. Fields tenait déjà le premier rôle. Le film est surtout notable pour sa partie de golf.

## Synopsis
Sam Bisbee est un optométriste et un inventeur amateur. Sa fille Pauline est amoureuse de Bob Murchison, mais la mère de Bob ne veut rien avoir à voir avec quiconque est lié au grossier Sam Bisbee. Même la femme de Sam, Bessie, a honte de lui, car il préfère être lui-même plutôt que de faire semblant d'avoir de bonnes manière en société. Pauline est ainsi la seule femme qui aime vraiment Sam, acceptant son père tel qu'il est.
Un jour Sam reçoit une lettre de la National Tire Company exprimant son intérêt pour l'une de ses inventions, à savoir des pneus increvables qui peuvent résister aux balles. Il monte aussitôt dans sa voiture, qui est équipée par quatre de ses fameux pneus de son invention et rejoint les acheteurs potentiels. Arrivant dans une salle de conférence, il propose à l'assemblée de leur faire une démonstration pratique en tirant sur les pneus. Cependant, sa voiture qui était rester garer à l'extérieur a entre-temps été remorquée et une voiture de police d'apparence similaire est maintenant à sa place. Ignorant ce malencontreux échange, Sam démontent les pneus ordinaire et tirent dessus devant l'assemblée mais les pneus éclatent et la police arrive brusquement pour l'arrêter mais l'inventeur parvient à s'échapper après une course poursuite burlesque.
Pendant le voyage de retour en train, sentant qu'il a complètement échoué, Sam envisage de se suicider en buvant une bouteille d'iode, mais décide à la toute dernière minute de ne pas le faire. Plus tard, dans un compartiment wagon, il rencontre une femme qui a une bouteille d'iode devant elle et croyant à tort qu'elle pensait aussi se suicider, Sam va la dissuader de se supprimer en lui parlant de ses propres problèmes. Inconnu de Sam, la femme est la princesse Lescaboura, une visiteuse royale aux Etats-Unis. Émue par son histoire, elle décide secrètement de l'aider.
Le lendemain, la ville natale de Sam est surprise d'apprendre par les journaux qu'ils recevront très prochainement la visite de la princesse Lescaboura qui viendra rencontrer spécialement quelqu'un. Une fois en ville, la princesse souhaite voir Sam Bisbee, qui lui avait autrefois sauvé la vie. À partir de ce jour, tout le monde commence à traiter Sam avec respect, y compris Mme Murchison. Mais Sam, qui pense que tout cela est un simulacre concocté par une fausse princesse pour se moquer une nouvelle fois de lui, la félicite tranquillement pour sa ruse réussie, sans que cette dernière ne comprenne la méprise.
Plus tard, sur un terrain de golf que la ville ouvre, Bisbee a l'honneur de lancer la première balle. Il fait durer son coup durant un temps très long avec toutes sortes de désagréments et de distractions, tout en exhortant à plusieurs reprises le cadet et la princesse à rester à l'écart et à garder un œil sur la balle. Sam est toujours en train de lancer sa première balle, lorsque le président de la National Tire Company, Robbins, arrive sur le parcours. La société a fini par trouvé la voiture de Sam et testé les pneus elle-même. Ayant constaté l'efficacité des roues, elle veut désormais faire des affaires avec lui. Robbins lui propose initialement 20 000 $ mais la princesse dit qu'elle veut le brevet pour son propre pays. La princesse surenchérit ainsi toutes les offres de Robbins jusqu'à ce que ce dernier, énervé, élève finalement son offre à 1 000 000 $ ainsi qu'une redevance sur chaque pneu vendu. Sam accepte alors son offre.
Maintenant que sa famille est riche et respectée, et avec sa fille Pauline mariée à Bob, tout va bien pour Sam, qui ne s'est jamais rendu compte que la princesse était vraiment une princesse. Alors qu'elle est sur le point de partir, Sam la félicite d'avoir bluffer tout le monde. Elle lui sourit simplement sans rien révéler et elle s'en va alors laissant un Sam satisfait.

## Fiche technique
- Titre original : You're Telling Me!
- Réalisation : Erle C. Kenton
- Scénario : Walter DeLeon et Paul M. Jones d'après une histoire de Julian Street
- Dialogues : J.P. McEvoy
- Photographie : Alfred Gilks
- Montage : Otho Lovering
- Musique : W. Franke Harling, John Leipold, Tom Satterfield
- Société de production : Paramount Pictures
- Durée : 66 minutes
- Dates de sortie: 
  - États-Unis : 6 avril 1934 (New York)
  - France : 18 mai 1934

## Distribution
- W. C. Fields : Sam Bisbee
- Joan Marsh : Pauline Bisbee
- Buster Crabbe : Bob Murchison
- Adrienne Ames : Princess Lescaboura
- Louise Carter : Mrs. Bessie Bisbee
- Kathleen Howard : Mrs. Murchison
- Tammany Young : Caddy
- Dell Henderson : Mayor
- Robert McKenzie : Charlie Bogle
- Nora Cecil : Mrs. Price
- George Irving : Président de Tire Co.
- George MacQuarrie : Crabbe